# Satō Nempuku
Satō Nempuku (japanisch 佐藤 念腹, Vorname eigentlich Kenjirō; geboren 1898 in der Präfektur Niigata; gestorben 1979 in Brasilien) war ein japanischer Haiku-Dichter, der in Brasilien tätig war.

## Leben und Wirken
Satō Nempuku wanderte 1927 mit seiner Frau Kyo sowie seinen Eltern und Brüdern nach Brasilien aus. Er brachte die Worte seines Meisters Takahama Kyoshi, des größten japanischen Meisters des 20. Jahrhunderts, mit: „Schaffe ein Land der Poesie / wohin dieses Schiff fährt / Frühlingswind“. Er hatte also den Auftrag erhalten, die Haiku-Tradition dort, jenseits der Grenzen Japans, zu verbreiten. Die Familie ließ sich in der Colônia Aliança nieder. „Nempuku“ war sein Künstlername, und mit diesem Namen wird er als eine der wichtigsten Persönlichkeiten der japanischen Kultur in Brasilien in Erinnerung bleiben.
Nur wenige Jahre nach seiner Ankunft begann Satō eine Rundreise durch die Städte der Bundesstaaten São Paulo und Paraná, machte Inseln von japanischen Einwanderern ausfindig und bot an, Haiku zu lehren, und zwar auf Japanisch. Haiku wurde für viele Einwanderer und ihre Kinder zur Anregung, sich mit der japanischen Sprache und literarischen Tradition zu befassen und so ihrer Identität innerhalb Brasiliens zu bewahren.
Nempuku wurde zu einem angesehenen Meister unter japanischen Einwanderern und ihren Nachkommen, und begann, Haiku in der japanisch-brasilianischen Presse und auch in seiner eigenen Zeitschrift namens „Kokage“ (木陰) – „Baumschatten“ zu veröffentlichen, die, 1948 gegründet, und bis zu seinem Tod gepflegt wurde. Diese  unermüdlichen Anstrengungen führten zur größten Gemeinschaft von Haiku-Dichtern in japanischer Sprache außerhalb Japans, die damals auf mehr als 2.000 Menschen geschätzt wurde, einschließlich direkter und indirekter Schüler.
Basierend auf der Arbeit von Masuda Goga (1911–2008), einem der Schüler von Nempuku, wurden die Werte dieser Poesie der brasilianischen poetischen Gemeinschaft vermittelt. Dadurch kam es dazu, Haiku innerhalb der Tradition auch auf Portugiesisch zu schreiben. Somit wird das Vermächtnis von Satō fortgeführt.

### Ein Haiku-Beispiel
雷や (kaminari ja)

四方 の 樹海 の (yomo no jukai no)

小雷 (kogaminari)
Der Donner grollt

Aus vier Ecken des Dschungels

Kinderdonner
Nempukus bekanntestes Haiku drückt das Erstaunen der Einwanderer über die unermessliche Natur des neuen Landes aus. Inmitten eines wahren Baummeeres ist Donner zu hören. Zur Überraschung des Beobachters ertönen kleine Donner, die aus allen Teilen des Waldes kommen, als wären sie Kinder, die auf den Ruf ihres Vaters antworten.